# グラント郡 (ウェストバージニア州)

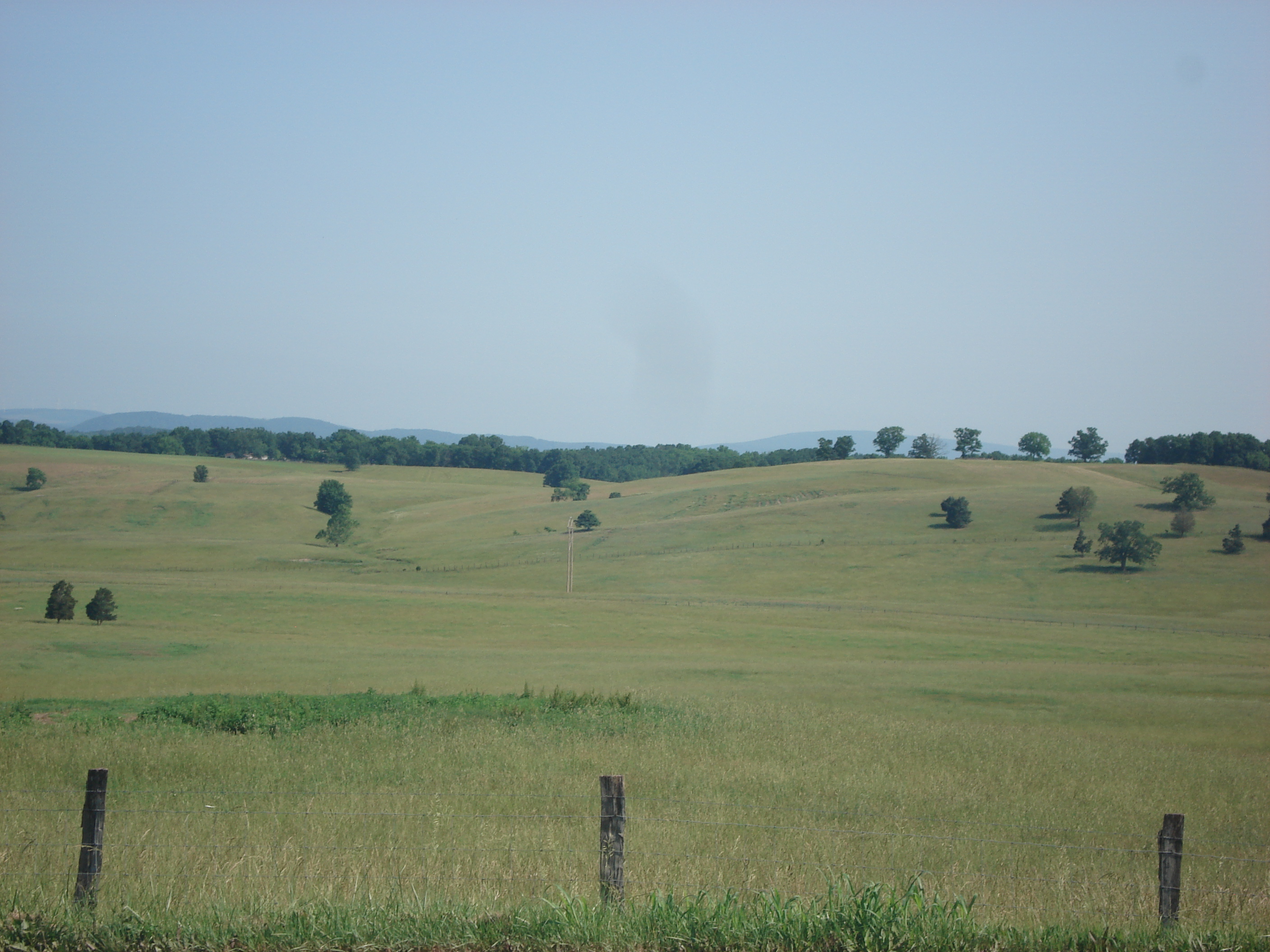
グラント郡南部のうねりのある丘陵部

グラント郡（英: Grant County）は、アメリカ合衆国ウェストバージニア州の北東部に位置する郡である。2010年国勢調査での人口は11,937人であり、2000年の11,299人から5.6%増加した。郡庁所在地はピーターズバーグ市（人口2,467人）であり、同郡で人口最大の都市でもある。グラント郡は1866年にハーディ郡から分離して設立され、郡名は北軍の将軍、後のアメリカ合衆国大統領ユリシーズ・グラントに因んで名付けられた。南北戦争終戦後、南軍の将軍ロバート・E・リーに因んで「リー郡」に改名する動きがあったが、徒労に終わった。

## 地理
アメリカ合衆国国勢調査局に拠れば、郡域全面積は480平方マイル (1,243.2 km2)であり、このうち陸地477平方マイル (1,235.4 km2)、水域は3平方マイル (7.8 km2)で水域率は0.62%である。

### 主要高規格道路
- アメリカ国道48号線
- アメリカ国道50号線
- アメリカ国道220号線
- ウェストバージニア州道28号線
- ウェストバージニア州道42号線
- ウェストバージニア州道55号線
- ウェストバージニア州道93号線

### 隣接する郡
- ミネラル郡 - 北東
- ハーディ郡 - 東
- ペンドルトン郡 - 南
- ランドルフ郡 - 南西
- タッカー郡 - 西
- プレストン郡 - 北西
- ガレット郡 (メリーランド州) - 北西

### 国立保護地域
- モノンガヒラ国立の森（部分）
- スプルースノブ・セネカロックス国立レクリエーション地域（部分）

## 人口動態
以下は2000年国勢調査による人口統計データである。
| 基礎データ - 人口: 11,299人 - 世帯数: 4,591 世帯 - 家族数: 3,273 家族 - 人口密度: 9人/km2（24人/mi2） - 住居数: 6,105軒 - 住居密度: 5軒/km2（13軒/mi2） 人種別人口構成 - 白人: 98.33% - アフリカン・アメリカン: 0.67% - ネイティブ・アメリカン: 0.26% - アジア人: 0.14% - 太平洋諸島系: 0.02% - その他の人種: 0.13% - 混血: 0.45% - ヒスパニック・ラテン系: 0.55% 年齢別人口構成 - 18歳未満: 22.7% - 18-24歳: 7.8% - 25-44歳: 27.5% - 45-64歳: 26.8% - 65歳以上: 15.3% - 年齢の中央値: 39歳 - 性比（女性100人あたり男性の人口） - 総人口: 97.7 - 18歳以上: 94.5 | 世帯と家族（対世帯数） - 18歳未満の子供がいる: 30.2% - 結婚・同居している夫婦: 59.5% - 未婚・離婚・死別女性が世帯主: 8.2% - 非家族世帯: 28.7% - 単身世帯: 24.5% - 65歳以上の老人1人暮らし: 11.3% - 平均構成人数 - 世帯: 2.43人 - 家族: 2.87人 収入と家計 - 収入の中央値 - 世帯: 28,916米ドル - 家族: 33,813米ドル - 性別 - 男性: 24,796米ドル - 女性: 18,354米ドル - 人口1人あたり収入: 15,696米ドル - 貧困線以下 - 対人口: 16.3% - 対家族数: 12.6% - 18歳未満: 21.0% - 65歳以上: 18.7% |

## 都市と町

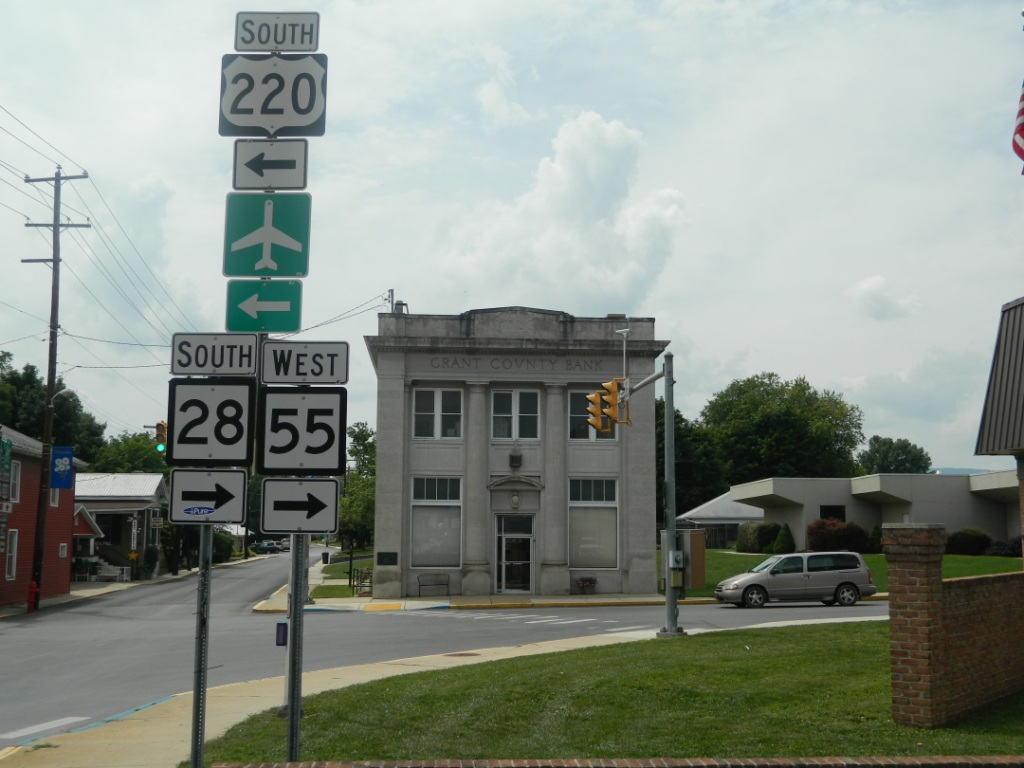
ピターズバーグにあるグラント郡銀行

### 法人化市と町
- ピーターズバーグ - 郡庁所在地
- ベアード

次のリストは郡内の未編入町であるが、これで全てではない。

### 未編入の町
| - アーサー - ビスマーク - キャビンズ - ドビン | - ドーカス - フェアファックス - フォーマン | - ゴーマニア - グリーンランド - ヘンリー | - ホープビル - ラーマンズビル - メイズビル | - メドリー - マウントストーム - オールドアーサー | - シア - ウィリアムズポート - ウィルソニア |